# Thelymitra ixioides
Thelymitra ixioides es una especie de orquídea perteneciente a la familia Orchidaceae que es endémica en Australia.

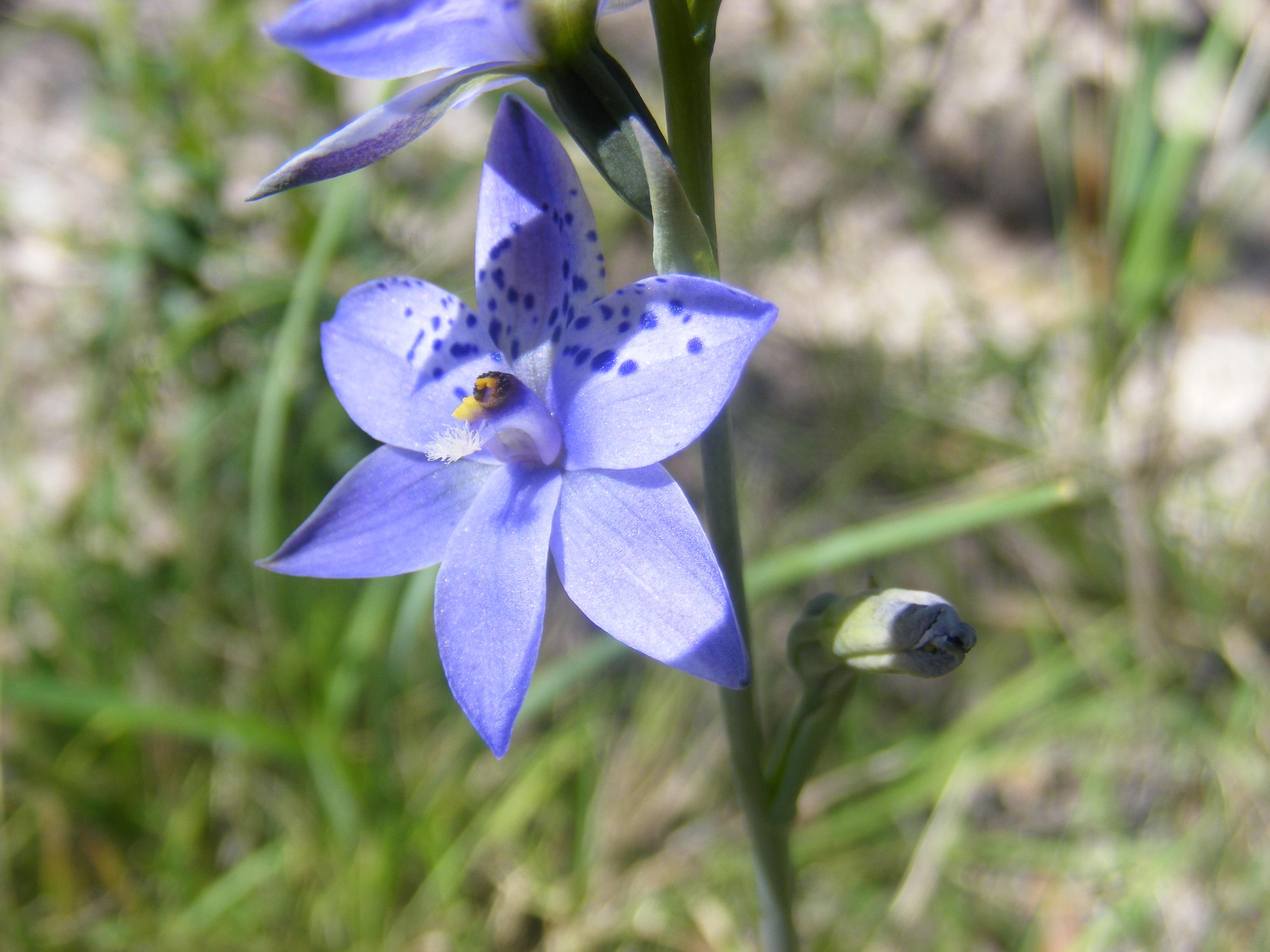
Detalle de la flor

## Descripción
Es una orquídea de pequeño a mediano tamaño, que prefiere el clima fresco. Tiene hábito terrestre donde se encuentra en suelos bien drenados generalmente. Florece en la primavera en una inflorescencia erecta de 20 a 30 cm de largo, con 2 a 10 flores con 2 o 3 brácteas estériles.

## Distribución y hábito
Se encuentra en las zonas montañosas de  Australia, Queensland, Nueva Gales del Sur, Tasmania, en Australia en los bosques cálidos en elevaciones desde el nivel del mar hasta los 500 metros.  

## Taxonomía
Thelymitra ixioides fue descrita por Peter Olof Swartz y publicado en Kongl. Vetenskaps Academiens Handlingar 21: 228, t. 3. 1800.
Etimología
Thelymitra: nombre genérico que deriva de las palabras griegas thely = (mujer) y mitra = (sombrero), refiriéndose a la forma de  la estructura del estaminodio o estambre estéril en la parte superior de la columna que es llamado mitra.
ixioides: epíteto latino que significa "como Ixia".
Sinonimia
- Thelymitra carnea var. robusta Rodway
- Thelymitra iridioides Sieber ex Benth.
- Thelymitra ixioides var. carnea Guilf.
- Thelymitra lilacina F.Muell. ex Lindl.[4]